# Capheris apophysalis
Capheris apophysalis is een spinnensoort uit de familie van de mierenjagers (Zodariidae).
De wetenschappelijke naam van de soort werd in 1928 gepubliceerd door Reginald Frederick Lawrence.